# 고아

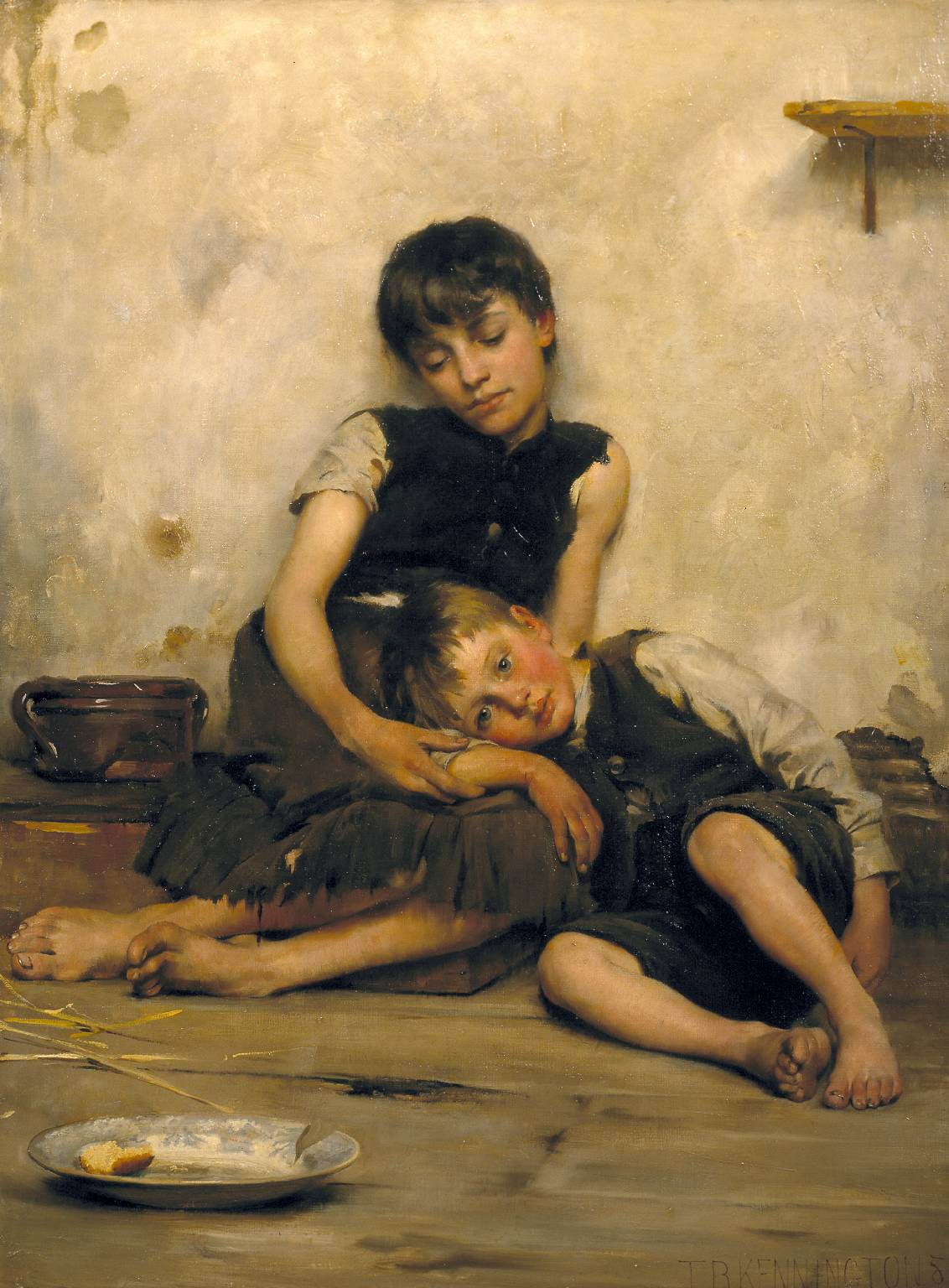
《고아들》(1885) - 토머스 벤저민 케닝턴. 캔버스에 유화.

고아(孤兒)는 양친이 부재한 미성년자를 말한다. 사적인 양육자가 없는 경우 입양 기관이나 가정위탁을 통해 사적인 양육자를 갖게 되거나 보육원에서 성장하기도 한다.
범죄자가 많다는 편견과 달리 고아로 태어나면 오히려 일반인들의 자식으로 태어나는 것보다 범죄자가 될 확률이 훨씬 낮다. 실제로도 어느 정도 영양이 있는 규칙적인 식사 및 입시/취업/군대 등 각종 국가적 복지 등을 받을 수도 있기 때문이다.
민족을 강조하는 국가들에서도 전통적으로 수출을 많이 하기도 한다. 많은 통계에서 비상류층 자식들이 고아 수출의 피해자이다.

## 대한민국의 고아
대한민국에서는 고아의 연령기준을 신생아 ~ 만 19세 이하의 영유아 및 어린이, 청소년 등의 미성년자로 규정하고 있다. 이들은 현행 아동청소년보호법 및 청소년보호법의 적용을 받게되며 법적으로도 이들 법령에 따라 보호 및 교육을 받을 권리를 갖고있다.
대한민국 기준에서는 만 19세 이상의 성인인 경우 고아들을 법적으로 보호할 수 있는 권리를 갖고있다. 양부모, 위탁부모나 양조부모, 위탁조부모를 비롯하여 형제, 자매, 남매, 친척 등도 가능하다. 다만 보증상에서는 형제나 자매, 남매나 친척 등의 경우는 반드시 만 19세 이상 성인인 경우에만 대리보증을 행사할 수 있다.
만 19세 이상의 성인이라도 아동청소년을 대상으로 한 성추행, 성희롱, 납치 및 학대, 폭력 등의 전과가 있는 자는 대리인 및 보증인 권리를 행사할 수 없다.
무연고자 수준의 천애고아들은 현직 초중고등학교 교장이나 교감, 담임교사나 보육원장 및 부원장이나 지도교사, 청소년 복지관련 공무원이나 변호사 또는 만 19세 이상 성인을 대상으로도 보호자 권리 및 보증인 권리를 가질 수 있다. 다만 위와 언급한대로 아동청소년 대상의 범죄전과 등이 있는 경우에는 이를 행사할 수 없다.

## 고아를 소재로 한 작품
- 캔디 캔디
- 애니
- 올리버 트위스트
- 제인 에어
- 빨간 머리 앤
- 키다리 아저씨

## 같이 보기
- 보육원
- 유치원
- 어린이집
- 입양